# 保罗·马西
保罗·马西（英語：Paul Massey，1926年3月12日—2009年10月21日），英国男子赛艇运动员。他曾代表英国参加1948年和1952年夏季奥林匹克运动会赛艇比赛，其中1948年奥运会获得一枚银牌。